# Медаль «Ліякат»
Медаль Ліякат (Медаль «За заслуги», тур. Liyakat Madalyası) — загальна нагорода пізньої Османської імперії. Заснована султаном Абдул-Гамідом II в 1890 році. Вручалася за військові і цивільні заслуги. Медаллю нагороджували і іноземців. У роки Першої світової війни певна кількість німецьких військових були нагороджені цією медаллю. Медаль передавалася у спадщину.
Медаль «За заслуги» була в двох класах (золота і срібна). Спочатку нагорода вручалася тільки чоловікам — як місцевим підданим, так і іноземцям за військові і цивільні заслуги перед Османською імперією. У 1905 статут медалі був змінений і нею могли нагороджуватися жінки за благодійну діяльність, роботу на благо мечетей і шкіл, а також інші заслуги перед суспільством.
Медаль продовжувала вручатися в Османській імперії до кінця Першої світової війни.

## Опис медалі
Медаль кругла, діаметр становить 25 мм. В залежності від ступеня, диск медалі може бути срібним чи золотим. На аверсі медалі зображено герб Османської імперії зразка 1882 року. На реверсі медалі напис арабською «Медаль за заслуги, особливо для тих, хто проявив вірність і хоробрість», а також дата за хіджрою «1308» (1890 рік за європейським літочисленням), яка є роком заснування нагороди.
Медаль підвішується на стрічці червоного кольору, з вузькими зеленими бічними повздовжніми смугами.
На тих нагородах, що були отримані під час Першої світової війни були розміщені два схрещені мечі на пряжці з датою «1333» (1915 рік за європейським літочисленням), тож матеріалу, що і медаль.